# Tiranet orellut de Parker
El tiranet orellut de Parker (Phylloscartes parkeri) és un ocell de la família dels tirànids (Tyrannidae).

## Hàbitat i distribució
Habita els boscos des del centre del Perú fins al nord de Bolívia.